# 神戸市立鶴甲小学校
神戸市立鶴甲小学校（こうべしりつ つるかぶとしょうがっこう）は、兵庫県神戸市灘区鶴甲2丁目に所在する公立小学校。

## 沿革
- 1968年（昭和43年）4月1日 - 神戸市立高羽小学校から分離して開校。
- 1968年（昭和43年）6月7日 - 現在地に移転。
- 1969年（昭和44年）3月 - 校章制定。

## 通学区域
- 神戸市灘区[1]
  - 六甲台町(1番2号を除く)、鶴甲1 - 5丁目、水車新田、篠原台、大月台

※卒業後は神戸市立長峰中学校に進学する。

## 周辺
- 神戸大学
- 石屋川

## 交通
- 神戸市バス 16・106系統「鶴甲2丁目」より西200m

## 通学区域が隣接している学校
- 神戸市立美野丘小学校
- 神戸市立高羽小学校
- 神戸市立六甲山小学校